# Bogdan Chojna
Bogdan Chojna (ur. 26 października 1953 w Warszawie, zm. 15 lutego 2005) – polski przedsiębiorca, twórca konkursu „Teraz Polska”.

## Życiorys
Studiował na Uniwersytecie Warszawskim, ukończył studia na Wydziale Matematyki i Informatyki, a także polonistykę i anglistykę. W latach 1992–1993 był prezesem Państwowej Agencji Inwestycji Zagranicznych; zastępca komisarza Expo'92 w Sewilli. Tłumacz, publicysta, przedsiębiorca działający w kilku branżach, prezes wydawnictwa 4Aspirations S.C., wydawca Magazynu Konsumenta „Solidna Firma”.
Zainicjował kilka znanych konkursów – „Teraz Polska”, „Solidny Partner” (1997), „Teraz Internet” (2000), „Mistrz Mowy Polskiej” (2001). W latach 1991–1996 był prezesem honorowym Fundacji Polskiego Godła Promocyjnego (organizatora konkursu „Teraz Polska”).
Zmarł tragicznie, ugodzony nożem we własnym mieszkaniu, prawdopodobnie na tle nieporozumień rodzinnych. W listopadzie 2007 roku warszawski Sąd Okręgowy orzekł, że Ireneusz M. podejrzany o zamordowanie Bogdana Chojny nie będzie sądzony, ale trafi do szpitala psychiatrycznego. Sąd po rutynowo przeprowadzanej obserwacji, którą przechodzą podejrzewani o zabójstwo, orzekł, że jest on całkowicie niepoczytalny.
Siostrą Bogdana Chojny jest Elżbieta Chojna-Duch, była wiceminister finansów.